# Kim Kuk-fan
Kim Kuk-fan (kor. 김극환) – południowokoreański zapaśnik walczący w stylu wolnym. Olimpijczyk z Londynu 1948, gdzie zajął czternaste miejsce w kategorii do 62 kg.

## Letnie Igrzyska Olimpijskie 1948
| Konkurencja      | Rundy eliminacyjne    | Rundy eliminacyjne | Klas. końcowa |
| Konkurencja      | Przeciwnik I          | Przeciwnik II      | Miejsce       |
| ---------------- | --------------------- | ------------------ | ------------- |
| 62 kg styl wolny | Marco Gavelli (ITA) P | José López (CUB) P | 14.           |